# Giuseppe Orlando (1918-1992)
Giuseppe Orlando (Gaeta, 11 giugno 1918 – Gaeta, 31 maggio 1992) è stato un economista e politico italiano, deputato nella VII legislatura della Repubblica Italiana.
Fu docente di economia agraria presso diverse università italiane, tra cui l'Università di Ancona e, da ultimo, presso la Facoltà di Economia e Commercio della Sapienza Università di Roma. Fu fra i principali esperti e teorici della programmazione agraria del secondo dopoguerra, sostenitore dell'importanza dell'intervento pubblico nel settore agrario. Collaborò a lungo con il Centro studi e piani economici.